# サミュエル・ピープス

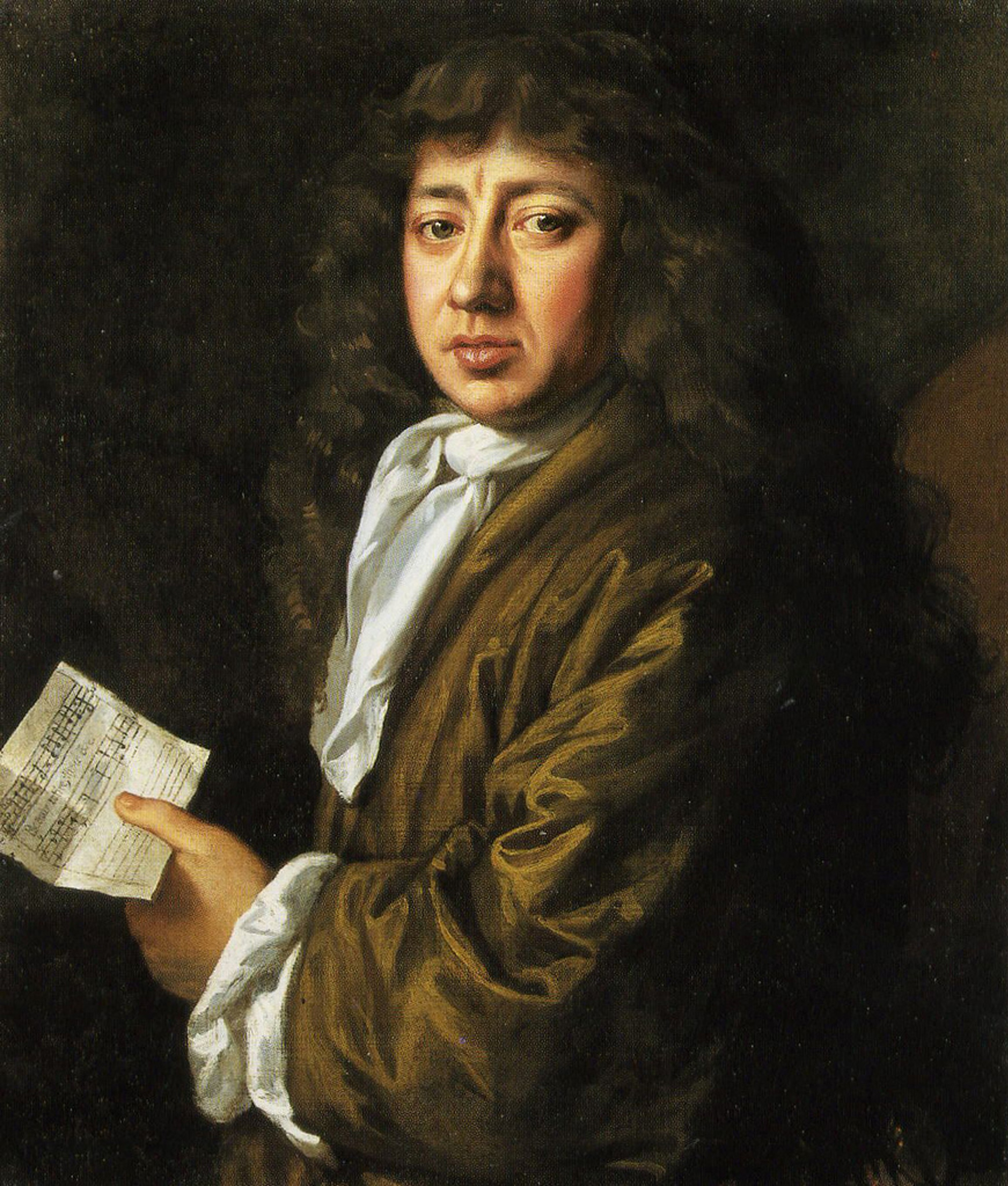
サミュエル・ピープス

サミュエル・ピープス（Samuel Pepys、1633年2月23日 - 1703年5月26日）は、17世紀イギリスの政治家、官僚、作家。
王政復古の時流に乗り、一平民からイギリス海軍の最高実力者にまで出世した人物であり、庶民院議員や王立協会会長も務めた。今日では詳細な日記を残した事で知られているが、官僚としての業績も大きく、王政復古後の海軍再建に手腕を発揮したことにより「イギリス海軍の父」とも呼ばれている。

## 生涯

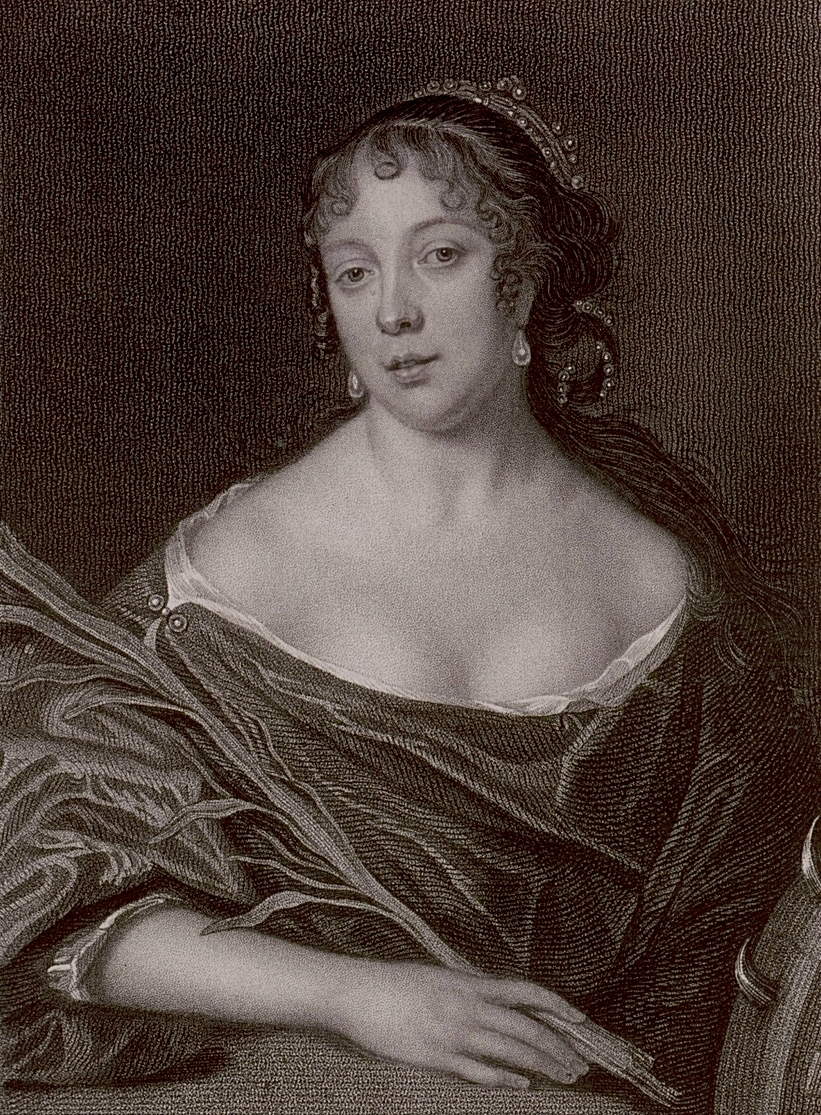
妻エリザベス

ロンドンの仕立屋の子として生まれた。ケンブリッジ大学を卒業後、大蔵省の役人や親戚のエドワード・モンタギューに雇われた。その頃フランスから亡命したプロテスタントの娘エリザベスと結婚。
1660年、当時サミュエル・ピープスの雇い主だったエドワード・モンタギューは議会派に任命されたゼネラル・アット・シー（General at Sea）の1人だったが、地方に隠遁していた。そして、ピープスがロンドンに残り、議会の動向をモンタギューに報告していた。
王政復古の宣言がされると、ジェネラル・アット・シーの筆頭格だったジョージ・マンク将軍が王党派に転じ、後任のジェネラル・アット・シーであるモンタギューに対し艦隊を率いて国王を亡命先のオランダへ迎えに行くよう指示した。ピープスからの情報により情勢を把握していたモンタギューは王党派に付くことを決断し、マンクの指示通りイングランド艦隊を掌握してオランダからチャールズ2世を連れ帰った。
チャールズ2世が王位に就くと、モンタギューはその功によって初代サンドウィッチ伯爵に叙せられた。ピープスもモンタギューの推薦により、ネイビー・ボード (Navy Board) の長官に任命された。ネイビー・ボード長官になってもモンタギュー家の執事としての仕事を続けており、彼の日記には「役所の帰りにモンタギュー家の経理を処理した」と言った記述が見られる。
1665年、王立協会のフェローに選出される。
1669年、休暇を取って妻とフランス・オランダを旅するが、帰国後間もなく妻はチフスで急逝した。
1673年には海軍本部の書記官 (Secretary to the Admiralty) に就任し、1679年まで務めた。海軍本部での仕事には余得も多く、熱心に働いて蓄財に励んだ。また様々なことに好奇心旺盛で、初期の王立協会会員となり、1684年から1686年にかけては王立協会会長を務めている。
1684年にはチャールズ2世がロード・ハイ・アドミラルとなり、ピープスはその下で再度海軍本部書記官に就任した。チャールズ2世の死後は弟のジェームズ2世がロード・ハイ・アドミラルの職を継いだが、1688年の名誉革命でジェームズ2世が亡命すると、翌年ピープスも公職を引退した。1703年に逝去。

## 官僚としての業績
後の時代の海軍本部書記官は海軍省事務次官に相当する役職であるが、当時はロード・ハイ・アドミラル（Lord High Admiral／海軍の統括指揮官）の秘書といった立場であった。よって、ピープスを海軍大臣とする書籍があるが、それは誤りである。
しかし、ロード・ハイ・アドミラルは皇族や上級貴族が任じられ、国王や女王自らが就任することも珍しくない役職であり、実務は書記官が取り仕切るようになる。チャールズ2世はロード・ハイ・アドミラルとなった最初の国王であり、ピープスは国王の名の下で実際に海軍を統括する立場であった。そのため、ピープスはイギリス海軍に於いて大きな影響力を持った最初の書記官としても歴史に名を残している。
すなわち、ピープスは後の時代の海軍大臣に等しい職責を担っていたことは事実である。実際、政敵からは「彼は書記官というよりロード・アドミラルである」と評されてもいる。
イングランド海軍に携わるようになってからは海軍規定の作成に尽力、1668年に始まった第二次英蘭戦争の経験者に送られる恩給（半給制度）対象者を把握するため、自分用に作った乗組士官と将官名簿は後に作成された士官名簿の原型となり、階級制度を生み出すきっかけとなった。また、1676年に任官制度の改革案を提示して、乗組員の中から推薦状を授与されたものが将来の海軍将官への昇進候補となる手順を制度化、半給制度と合わせて海軍の専門化に繋げた。
ピープスが制定した規定で現在では世界標準となったものに礼砲の発射数がある。それまで礼砲は奇数、弔砲は偶数という慣例があっただけで発射数に制限はなく、際限なく発射されていた。しかし、王政復古後のイギリスでは苦しい財政事情の中で海軍の再建と拡充を行なわなければならなかったため、1675年に海軍本部書記官であったピープスは経費節減の一環として礼砲の発射数を規定し、最大発射数を21発とした。この時定められた発射数がその後世界各国に広がり、現在でも国際慣習として踏襲されている。

## 日記

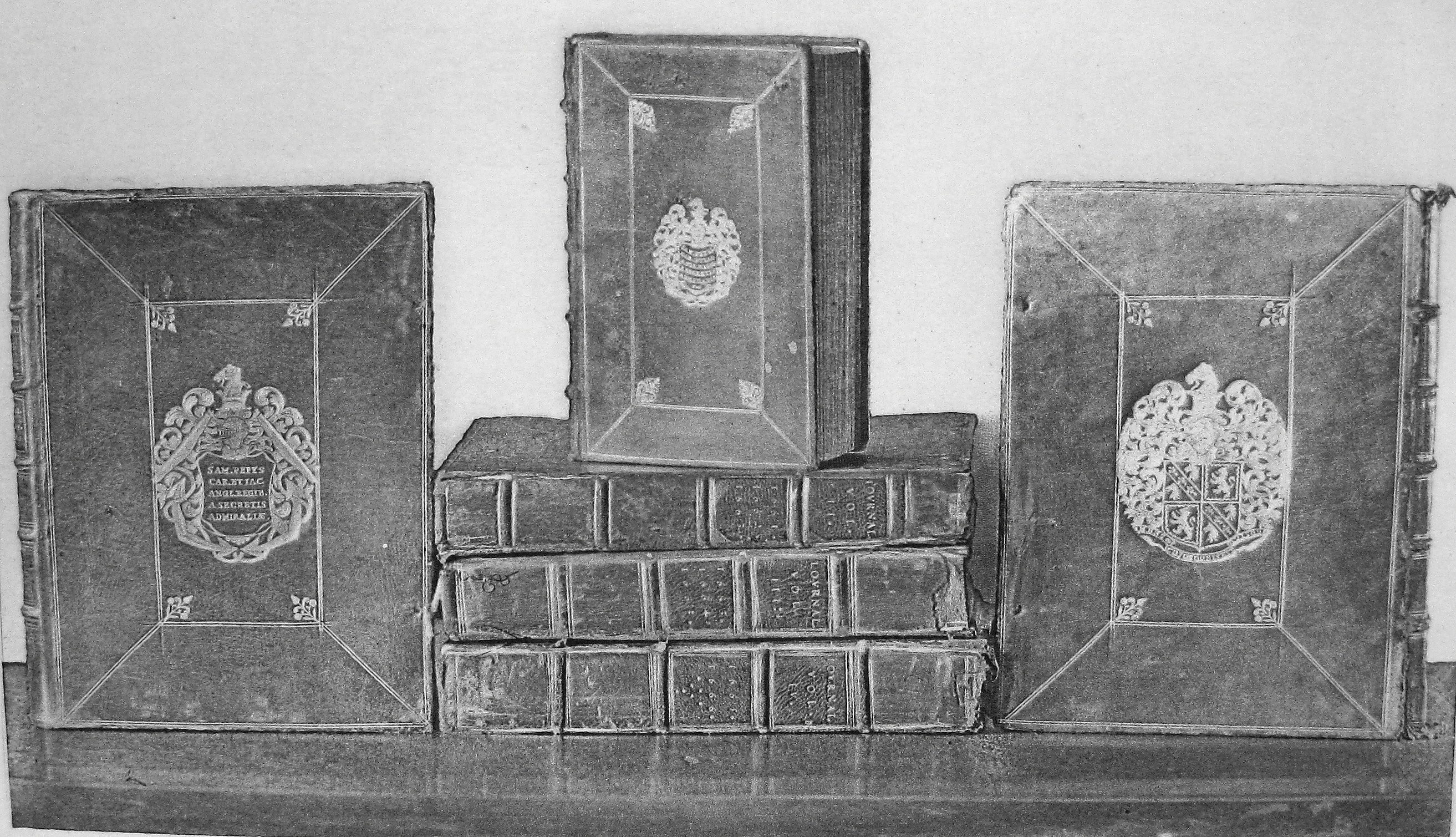
日記の原本

1660年から1669年にかけ記述した日記が遺されている。1661年2月25日の日記に「イラクサのおかゆ」を食べたと記している。王政復古期の世相を描いた史料的価値が大きく、1665年のペスト流行や1666年のロンドン大火についても記述している。また、自己の女性関係（浮気）などを赤裸々に（と言っても都合の悪い部分は外国語や暗号を用いて）記述した「奇書」である。眼を痛めたため、1669年で日記の執筆はやめてしまった。

### 関連文献
- 『サミュエル・ピープスの日記』（全10巻）、国文社、1987年 - 2012年。臼田昭・海保眞夫・岡照雄訳。
  - 臼田は翻訳途中の1990年に逝去、2人が引継ぎ（海保は2003年逝去）、2012年に第10巻（1669年分）が刊行完結した。
- 岡照雄『官僚ピープス氏の生活と意見』 みすず書房、2013年。ISBN 4622077744
- マージョリー・ホープ・ニコルソン『ピープスの日記と新科学』浜口稔訳、白水社、2014年。ISBN 4560083045